# Восейский район
Восе́йский район (тадж. Ноҳияи Восеъ) — административный район в Хатлонской области Республики Таджикистан. Назван по имени руководителя народного восстания 1885 года — Восе.
Районный центр — поселок городского типа Хулбук, расположенный на реке Яхсу (бассейн Пянджа). Территория Восейского района составляет 800 км2.
Железнодорожная станция Арал находится в 18 км к юго-западу от города Куляба. Имеется пивоваренный завод. Производится добыча соли.

## История
Образован 19 августа 1957 года под названием Аральский район республиканского подчинения в составе Таджикской ССР. 6 июня 1958 года к Аральскому району присоединена большая часть территории упразднённого Ховалингского района. Указом Президиума Верховного Совета Таджикской ССР от 25 февраля 1961 года переименован в район имени Восе (соответственно кишлак Арал — в кишлак имени Восе), а Указом от 20 сентября того же года — в Восейский район.
С 29 декабря 1973 года по 8 сентября 1988 года, а также в 1991—1992 годах Восейский район относился к Кулябской области, пока не вошёл в состав Хатлонской области.

## География
Восейский район на севере граничит с Темурмаликским и Ховалингским районами, на востоке — с Кулябским районом, на западе — с Дангаринским районом, на юге — с районом Хамадани и Фархорским районом Хатлонской области.

## Население
Население по оценке на 1 января 2015 года составляет 194 300 человек, в том числе городское — в посёлке Хулбук — 11,7 % или 22 700 человек.
| Численность населения | Численность населения | Численность населения | Численность населения | Численность населения | Численность населения | Численность населения | Численность населения |
| 1939                  | 2003                  | 2004                  | 2005                  | 2006                  | 2007                  | 2008                  | 2009                  |
| --------------------- | --------------------- | --------------------- | --------------------- | --------------------- | --------------------- | --------------------- | --------------------- |
| 6178                  | ↗158 900              | ↗161 900              | ↗165 800              | ↗169 900              | ↗173 400              | ↗176 800              | ↗180 600              |
| 2019                  | 2020                  | 2021                  | 2022                  |                       |                       |                       |                       |
| ↗211 700              | ↗216 500              | ↗223 500              | ↗228200               |                       |                       |                       |                       |

## Административное деление
В состав Восейского района входят 1 посёлок городского типа и 7 сельских общин (тадж. ҷамоат):
| Административное деление Восейского района |           |
| Сельская община                            | Население |
| пгт Хулбук                                 | 19 332    |
| Миралиобод                                 | 25 339    |
| Гулистан                                   | 17 710    |
| Абди Авазов                                | 13 859    |
| Абуабдулло Рудаки                          | 7787      |
| Бобошохиён                                 | 23 605    |
| Худоёр Раджабов                            | 18 165    |
| Тугарак                                    | 21 840    |

Главой Восейского района является Председатель Хукумата, который назначается Президентом Республики Таджикистан. Главой правительства Восейского района является Председатель Хукумата. Законодательный орган Восейского района — Маджлис народных депутатов, который избирается всенародно на 5 лет.
- Шарифзода, Джамшед Рахмон (17.11.2021—)[10]